# Mindella
Mindella là một chi bọ cánh cứng trong họ Chrysomelidae.
Chi này được miêu tả khoa học năm 1995 bởi Medvedev.

## Các loài
Các loài trong chi này gồm:
- Mindella leyteana Medvedev, 1995
- Mindella luzonica Medvedev, 1995